# Bobsleigh als Jocs Olímpics d'Hivern de 2006 - Dues dones

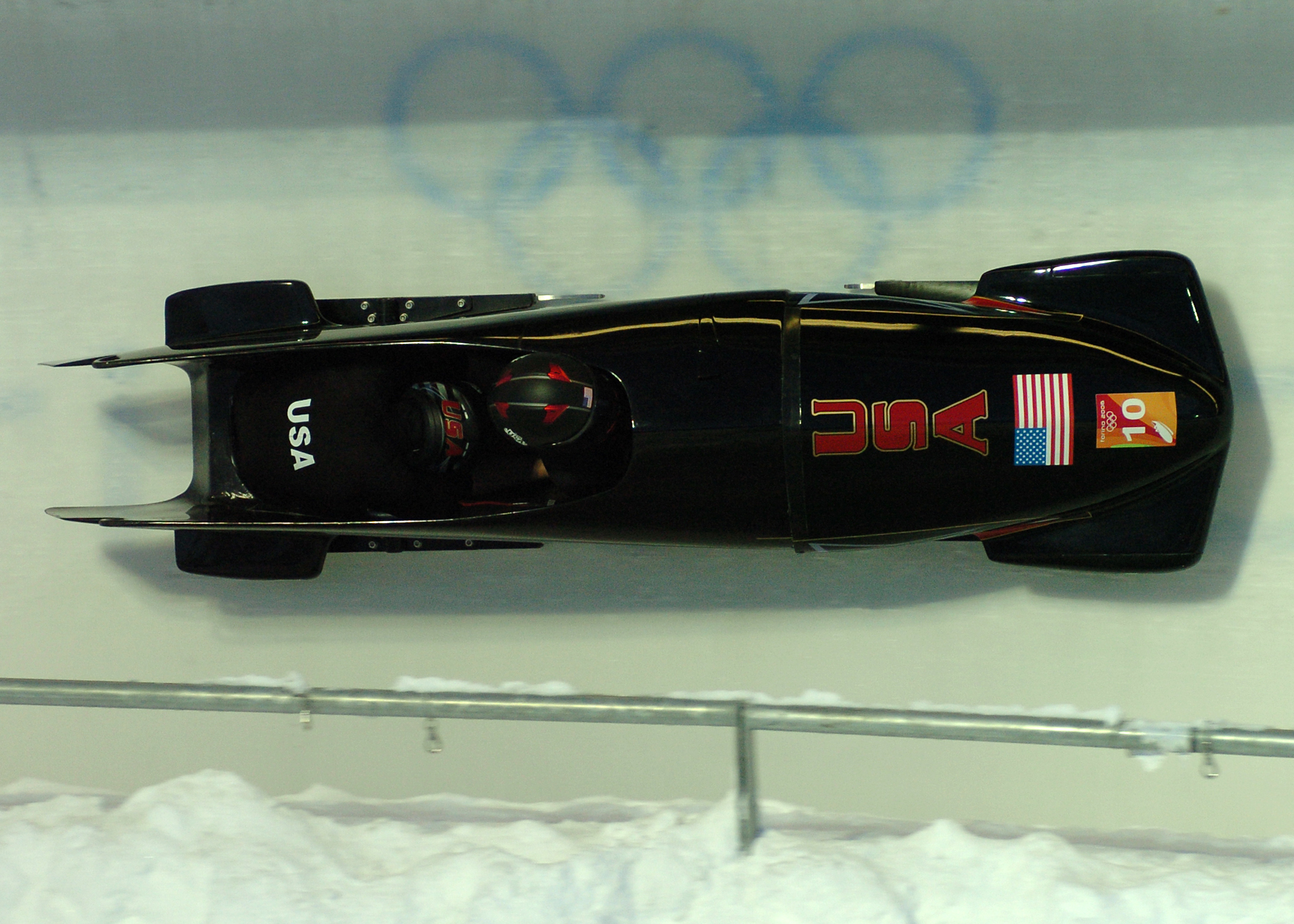
Bobsleigh de Shauna Rohbock
i Valerie Fleming, guanyadores de la medalla d'argent.

Als Jocs Olímpics d'Hivern de 2006 celebrats a la ciutat de Torí (Itàlia) es disputà una prova bobsleigh de dues dones, que unit a la resta de proves conformà el programa oficial de bobsleigh dels Jocs.
La prova es disputà entre els dies 19 i 21 de febrer de 2006 a les instal·lacions de Cesana Pariol.

## Resum de medalles
| Or                                                       | Argent                                            | Bronze                                               |
| AlemanyaAlemanya ISandra Kiriasis · Anja Schneiderheinze | Estats UnitsUSA IShauna Rohbock · Valerie Fleming | ItàliaItàlia IGerda Weissensteiner · Jennifer Isacco |

## Resultats
15 dels 16 equips van finalitzar les quatre voltres al circuit. L'equip dels Països Baixos I sofrí un accident a la primera mànega, havent de renunciar a continuar en la competició.
| Pos. | CON                            | Corredors                              | Volta 1 | Volta 2 | Volta 3 | Volta 4 | Total   |
| ---- | ------------------------------ | -------------------------------------- | ------- | ------- | ------- | ------- | ------- |
| 1    | Alemanya Alemanya I            | Sandra Kiriasis Anja Schneiderheinze   | 57.16   | 57.77   | 57.34   | 57.71   | 3:49.98 |
| 2    | Estats Units ¡USA 1            | Shauna Rohbock Valerie Fleming         | 57.37   | 57.65   | 57.78   | 57.89   | 3:50.69 |
| 3    | Itàlia Itàlia I                | Gerda Weissensteiner Jennifer Isacco   | 57.50   | 57.67   | 57.71   | 58.13   | 3:51.01 |
| 4    | Canadà Canadà I                | Helen Upperton Heather Moyse           | 57.37   | 57.77   | 58.09   | 57.83   | 3:51.06 |
| 5    | Alemanya Alemanya II           | Susi Lisa Erdmann Nicole Herschmann    | 57.26   | 57.75   | 58.04   | 58.27   | 3:51.32 |
| 6    | Estats Units USA II            | Jean Prahm Vonetta Flowers             | 57.97   | 57.67   | 57.81   | 58.33   | 3:51.78 |
| 7    | Rússia Rússia I                | Victoria Tokovaia Nadejda Orlova       | 57.64   | 57.72   | 58.44   | 58.13   | 3:51.93 |
| 8    | Suïssa Suïssa I                | Maya Bamert Martina Feusi              | 57.72   | 57.78   | 58.00   | 58.54   | 3:52.04 |
| 9    | Regne Unit Regne Unit I        | Nicola Minichiello Jackie Davies       | 57.78   | 57.49   | 58.41   | 58.48   | 3:52.16 |
| 10   | Suïssa Suïssa II               | Sabrina Hafner Cora Huber              | 57.86   | 57.92   | 58.73   | 58.35   | 3:52.86 |
| 11   | Països Baixos Països Baixos II | Eline Jurg Kitty van Haperen           | 58.05   | 58.08   | 58.42   | 58.353  | 3:52.90 |
| 12   | Itàlia Itàlia II               | Jessica Gillarduzzi Fabiana Mollica    | 58.26   | 57.77   | 58.38   | 58.55   | 3:52.96 |
| 13   | Canadà Canadà II               | Suzanne Gavine-Hlady Jamie Cruickshank | 58.49   | 57.86   | 58.65   | 58.82   | 3:52.96 |
| 14   | Austràlia Austràlia I          | Astrid Loch-Wilkinson Kylie Reed       | 58.53   | 58.85   | 59.00   | 58.73   | 3:55.11 |
| 15   | Japó Japó I                    | Manami Hino Chisato Nagaoka            | 59.41   | 58.80   | 59.51   | 59.77   | 3:57.49 |
| —    | Països Baixos Països Baixos I  | Ilse Broeders Jeannette Pennings       | 60.13   | NF      | —       | —       | —       |

NF: no finalitzà